# Marco Pavia
Marco Pavia (* 3. August 1971 in Asti) ist ein italienischer Paläontologe. Sein Forschungsschwerpunkt ist die Paläornithologie.

## Leben
Nach dem Schulabschluss im Jahr 1990 studierte er bis 1994 mit einem Erasmus-Stipendium an der Université Claude Bernard, Lyon1 in Villeurbanne. 1997 erlangte er einen Studien-Abschluss an der Universität Turin in den Naturwissenschaften. Von 1998 bis 2012 war er Wissenschaftlicher Berater des Museo regionale di scienze naturali in Turin. Von Januar 1998 bis Dezember 2000 studierte er Geowissenschaften an der Universität Genua, wo er im Februar 2001 zum Doktor promoviert wurde. Von November 2001 bis Oktober 2003 absolvierte er eine Postdoktoranden-Phase an der Universität Turin. Seit Februar 2005 ist er Techniker und Sammlungsmanager am Institut für Geowissenschaften der Universität Turin.
In den akademischen Jahren 2006 bis 2007, 2007 bis 2008 und 2008 bis 2009 war er für die praktischen Aktivitäten des Paläontologischen Ausgrabungslabors der Fakultät für Naturwissenschaften (Facoltà di Scienze matematiche, fisiche e naturali) an der Universität Turin verantwortlich.
2007 forschte er mit einem Stipendium des SYNTHESYS-Projekts am Naturalis Biodiversity Center in Leiden. 2012 war er im Rahmen des SYNTHESYS2-Projekts am Naturalis Biodiversity Center und am Muséum national d’histoire naturelle in Paris tätig. 2012 wurde er wissenschaftlicher Mitarbeiter in der Fachrichtung Paläontologie an der Universität Turin. In den Jahren 2014 und 2015 war er Dozent für den Kurs Biologische Evolution im Studiengang Umweltwissenschaften und Landmanagement der Università del Piemonte Orientale.
Pavias Interessen umfassen die Systematik, die Paläoökologie und die Paläobiogeographie neogener und pleistozäner Vögel, den Ursprung und die Entwicklung der Vogelwelt in Italien und im Mittelmeer mit besonderer Berücksichtigung der Avifaunen auf Inseln, die fossile Vogelfauna Afrikas, die Museologie und das Management paläontologischer und ornithologischer Sammlungen, die Verbreitung und die Taxonomie der italienischen und europäischen Vogelwelt, Studien über den Vogelzug, die rezente Avifauna von Westafrika, die Rekonstruktion und Ausgrabung von paläontologischem Material und den Schutz des kulturellen Erbes paläontologischer Natur in Zusammenarbeit mit der Oberaufsicht für Archäologie in Piemont.
Pavia nahm an wissenschaftlichen Expeditionen in Armenien, Burkina Faso, Eritrea, Frankreich, Gabun, Italien, Norwegen, Russland, Spanien, im Jemen, Peru und in Serbien teil.
Zu den von Pavia beschriebenen fossilen Vogelarten zählen Athene trinacriae (2002 mit Cécile Mourer-Chauviré), Tyto mourerchauvireae (2004), Aquila nipaloides (2005 mit Antoine Louchart und Claudia Bedetti), Aegolius martae (2008), Palaeortyx volans (2008 mit Ursula B. Göhlich), Aegypius varswaterensis und Athene inexpectata (beide 2014 mit Albrecht Manegold), Tyto richae (2015 mit Albrecht Manegold), Bubo ibericus (2017 mit Hanneke Johanna Maria Meijer), Geronticus thackerayi (2019), Glaucidium ireneae und Corvus bragai (beide 2020), Agapornis longipes (2024, mit Manegold), Apus boanoi (2025) sowie die Gattung Bambolinetta (2014 mit Gerald Mayr).